# たらおさ

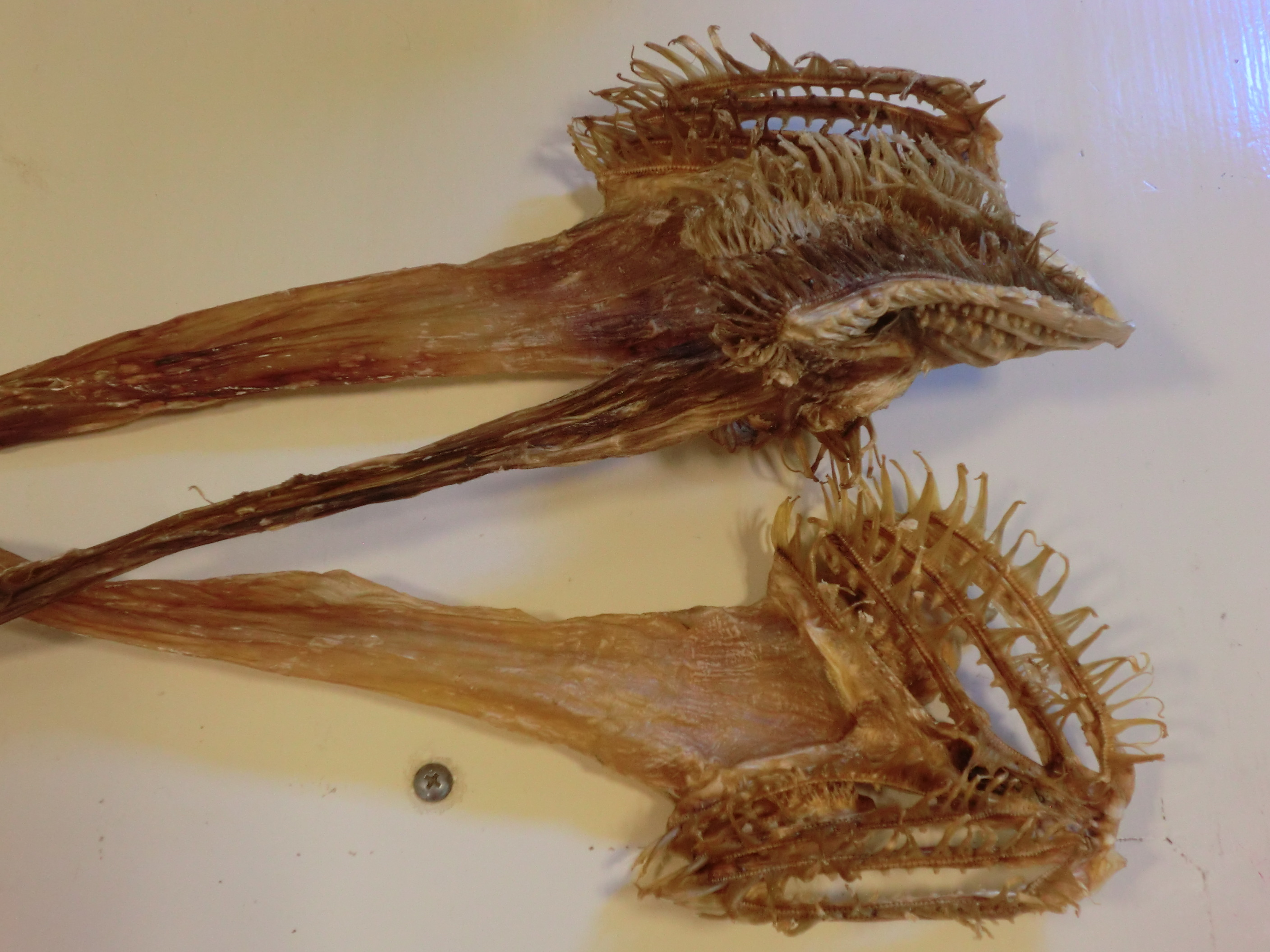
たらおさ

たらおさ（鱈胃）は、鱈（マダラ）のえらや内臓を干した食材、およびその食材を用いた料理。以下、本項では食材は「たらおさ」、料理は「盆だら（ぼんだら、盆鱈）」と記述する。
盆だらは大分県日田・玖珠地方の郷土料理である。

## 概要
棒鱈を作った際の残りで作られる乾物であり、大きな歯ブラシのような形状をしている。
たらおさは、海から遠い地域では夏場の貴重な海産物であり、高級品であった。
たらおさを利用する場合には、水に一晩浸して軟らかくしてから切り、水炊きして灰汁や独特に臭いを取ったら、味付けしてや軟らかくなるまで煮込むという三日がかりの作業であった。1週間ほどかけて水戻しすることもある。
筑紫平野北東部、福岡県南部の内陸部などたらわたの名で食べられている地方もある。

## 料理
盆だらは、戻したたらおさを醤油や砂糖で干しタケノコなどと共に甘辛く煮込んだ煮物である。できあがった煮物は、海藻のようにもホルモンのようにも見え、初めて見る人は何を煮込んだものなのか想像することが難しい。
えらの部分のコリコリした食感、胃の部分のもっちりとした食感と異なる食感が楽しめる。
お盆の料理は精進料理が建前で魚も使用されないことが多いが、日田地方では盆だらは例外とされ、各家庭で必ず作られる料理であった。盆前になるとスーパーマーケットなどでたらおさが販売され、各家庭で料理が作られている。
福岡県大刀洗町では、たらわた（たらおさ）を煮た汁を多めに残し、ゴボウ、ジャガイモ、コンニャクなどを煮込む。
福岡県黒木町（現・八女市）は、日田同様にたらおさと呼び、干しタケノコの穂先と煮込む。

## 歴史
現在の日田市は、江戸時代には江戸幕府直轄地である天領であり、西国筋郡代の代官所が置かれる要地として物流的にも経済的にも栄えていた。マダラは九州近海ではまったく獲れないため、北海道などで獲れたマダラを現地で加工したものが北前船によって博多に運ばれ、日田まで輸送されてきたものだと推測される。現在では北海道稚内市で獲れたマダラを現地加工したものが運ばれている。
博多商人が食べていたものが伝わったものとも言われる。
たらおさが、なぜ日田で欠かせない食材となったのかは不明。